# Tricommatus
Genre
Synonymes
- Phera Sørensen, 1932 nec Phera Stål, 1864
- Pherania Strand 1942

Tricommatus est un genre d'opilions laniatores de la famille des Gonyleptidae.

## Distribution
Les espèces de ce genre sont endémiques du Brésil. Elles se rencontrent dans les États de Santa Catarina et du Paraná.

## Liste des espèces
Selon World Catalogue of Opiliones (19/09/2021) :
- Tricommatus brasiliensis Roewer, 1912
- Tricommatus fulvus Soares, 1966
- Tricommatus giupponii (Kury, 2003)
- Tricommatus pygmaeus (Sørensen, 1932)

## Publication originale
- Roewer, 1912 : « Die Familien der Assamiiden und Phalangodiden der Opiliones-Laniatores. (= Assamiden, Dampetriden, Phalangodiden, Epedaniden, Biantiden, Zalmoxiden, Samoiden, Palpipediden anderer Autoren). » Archiv für Naturgeschichte, sér. A, vol. 78, no 3, p. 1–242 (texte intégral).